# Goran Popović
Goran Popović (Livno, 18 agosto 1956) è un ex calciatore jugoslavo, di ruolo centrocampista.

## Carriera
Muove i suoi primi passi calcistici nel Troglav per poi ben presto venir notato dall'Hajduk Spalato. Fa il suo debutto con i Bili il 1º ottobre 1975 in occasione del sedicesimo di finale di ritorno di Coppa dei Campioni vinto contro il Floriana (3-0). Nel 1976 passa sei mesi in prestito al Borac Banja Luka per poi passare definitivamente all'Osijek militante in 2. Savezna liga. Con i Bijelo-Plavi disputa più di 400 partite per poi giocare due stagioni nel Vojvodina. Termina la sua carriera calcistica tra le file dell'Olimpija Osijek.

## Palmarès

### Competizioni nazionali
- 2. Savezna liga: 1

Osijek: 1976-1977 (girone ovest)